# Americana (zene)
Az americana zenei stílus, amely valójában az Amerikai Egyesült Államok zenei stílusainak egyfajta vegyüléke. Speciálisan a folk, a country, a blues, a rhythm and blues, a rock and roll és a gospel keveréke, de egyéb amerikai stílusok is hatnak rá. 
Az Americana Zenei Szövetség (Americana Music Association, AMA) meghatározása szerint „kortárs zene, amely több, és többnyire akusztilus amerikai gyökerű zenei stílus elemeit vegyíti, köztük a country, a roots-rock, a folk, a gospel és a bluegrass, olyan megkülönböztethető, a gyökerekáltal orientált hangzást eredményezve, amely külön világot jelent azoknak a műfajoknak a tiszta formáitól, amelyekre támaszkodik. Bár az akusztikus hangszerek gyakran jelen vannak, és alepvetően fontosak; az americana gyakran teljes elektromos zenekart alkalmaz.”

## Fordítás
Ez a szócikk részben vagy egészben  az   Americana (music) című angol Wikipédia-szócikk ezen változatának fordításán alapul.  Az eredeti cikk szerkesztőit annak laptörténete sorolja fel. Ez a jelzés csupán a megfogalmazás eredetét és a szerzői jogokat jelzi, nem szolgál a cikkben szereplő információk forrásmegjelöléseként.